# 郑顺舟
郑顺舟（1933年5月8日—），朝鲜族，中国人民解放军少将，书法家，历任师政治部主任、副政委、政委、军副政委、政委等职，中国共产党第十三次代表大会代表，第八届全国人大代表，第八届、第九届全国政协委员。:329

## 生平
郑顺舟1933年5月8日出生于辽宁开原市，父亲是名医生。1947年10月，年仅14岁的郑顺舟参加了东北民主联军（中国人民解放军前身）。他参加的首次战斗是解放家乡开原的战争:170-173。之后，他跟随部队先后参加了四平、辽沈、平津、渡江、衡（阳）宝（庆）、两广（广东、广西）、海南等国共内战时期的主要战役:170。1950年2月15日，郑顺舟在雷州半岛安铺驻地加入中国共产党:180。朝鲜战争爆发后，他作为抗美援朝志愿军于1950年10月19日跨过鸭绿江赴朝参战:194。期间参加了第一、二、三、四、五次战役和西海岸防御战。在其军旅生涯中，郑顺舟先后荣立小功4次、三等功6次，荣获胜利功勋荣誉章、解放奖章、艰苦奋斗奖章各一枚，朝鲜民主主义人民共和国军功章3枚，历任通信员、警卫员、邮务员、排长、书记、保卫干事、组织干事、首都警卫师政治部组织科副科长、军政治部组织处处长、师政治部主任、副政委、政委、军副政委、政委等职:169-170，1988年9月被授予少将军衔:198。
1957年，郑顺舟被送到高级工程兵学校学习两年，以优异的成绩毕业。毕业时，他与另一名学员被授予三等功。后来，他又被推荐到国防科技大学和中共中央党校进一步深造。1992-1994年在中共中央党校领导干部函授班经济管理专业学习，1994年12月31日获得中共中央党校本科学历。:195,

## 个人生活
郑顺舟从是位书法家，对王羲之、王献之、怀素、董其昌等中国古代书法家以及毛泽东的书法有研究，形成自己的风格。他的书法作品在全国各种大展、大赛上获得8次金奖。《中国书法报》、《中国民族》杂志、《现代书画家报》等都刊登过介绍郑顺舟的文章。1988年，郑顺舟加入了中国书法家协会，是东方艺术研究院终身荣誉院长、长江书法院常务理事，被授予“当代华夏英才”、“当代华夏优秀书画艺术家”、“德艺双馨书法艺术人才”、“高级书法师”、“中国实力派书法家”、“中华成功人士——华表奖艺术家”、“中华杰出诗书画艺术家”等称号。:208-209